# Kondenahalli, Gauribidanur
Kondenahalli là một làng thuộc tehsil Gauribidanur, huyện Chikkaballapur, bang Karnataka, Ấn Độ.